# Majek Fashek
Majekodumni Fasheke (Benin City, Nigéria, 6 de fevereiro de 1949 — Nova Iorque, 1 de junho de 2020), popularmente conhecido como Majek Fashek, foi um cantor e guitarrista top reggae nigeriano. Nascido de uma mãe edo e um pai iorubá, várias traduções de seu nome incluem "sumo sacerdote que não é mentira", "poderes dos milagres" e "o sumo sacerdote não vive".